# Bertel Dahlgaard

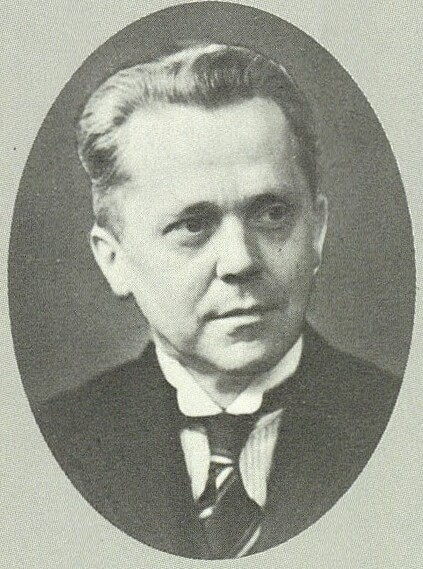
Bertel Dahlgaard (1935)

Bertel Dahlgaard (* 7. November 1887 in Hesthave, Skive; † 31. März 1972 in Gentofte) war ein dänischer Politiker der Radikalen Linken RV (Radikale Venstre), der unter anderem zwischen 1920 und 1960 Mitglied des Folketing war und zwischen 1929 und 1940 Innenminister war. Er fungierte ferner zwischen 1953 und 1957 als Co-Vorsitzender der Radikale Venstre sowie von 1957 bis 1961 als Wirtschaftsminister und zugleich zwischen 1957 und 1960 als Minister für nordische Zusammenarbeit.

## Leben
Bertel Dahlgaard, Sohn von Poul Dahlgaard, besuchte nach der Volksschule zwischen 1903 und 1904 die Volkshochschule von Salling sowie anschließend die Landwirtschaftsschule in Dalum, ehe er zwischen 1905 und 1907 die Volkshochschule von Askov besuchte. Ein 1909 begonnenes Studium der Wirtschaftswissenschaften schloss er 1913 als Cand. polit. ab. 1914 begann er seine berufliche Tätigkeit als Assistent beim Statistikamt von Kopenhagen und wurde dort 1918 Sachbearbeiter. Zugleich lehrte er zwischen 1914 und 1919 als Dozent für Politikwissenschaft und engagierte sich als Nachfolger von Anders Hansen von 1915 bis zu seiner Ablösung durch Anders Olsen 1917 als Vorsitzender des Landesverbandes der Radikal Ungdom, der Jugendorganisation der Radikalen Linken. Zudem war er 1919, 1925 und 1926 Berater der Delegierten der dänischen Regierung bei den Internationalen Arbeitskonferenzen der Internationalen Arbeitsorganisation (ILO).
Dahlgaard wurde am 26. April 1920 für die Radikale Linke (Radikale Venstre) erstmals Mitglied des Folketings und gehörte dem Parlament als Vertreter des Wahlkreises Viborg Amtskreds mehr als vierzig Jahre lang bis zum 15. November 1960 an. Er war 1921 stellvertretender Büroleiter im Zentralen Arbeitsvermittlungsamt und anschließend zwischen 1922 und 1929 Leiter des Statistikamtes von Kopenhagen. 1921 war er Mitglied der Sparkommission, von 1924 und 1929 Mitglied des Arbeitsausschusses des Parlaments sowie zwischen 1927 und 1929 auch Mitglied des Finanzausschusses. Daneben gehörte er seit 1923 als Mitglied dem Hauptvorstand des Landesverbandes der Radikalen Linken an.

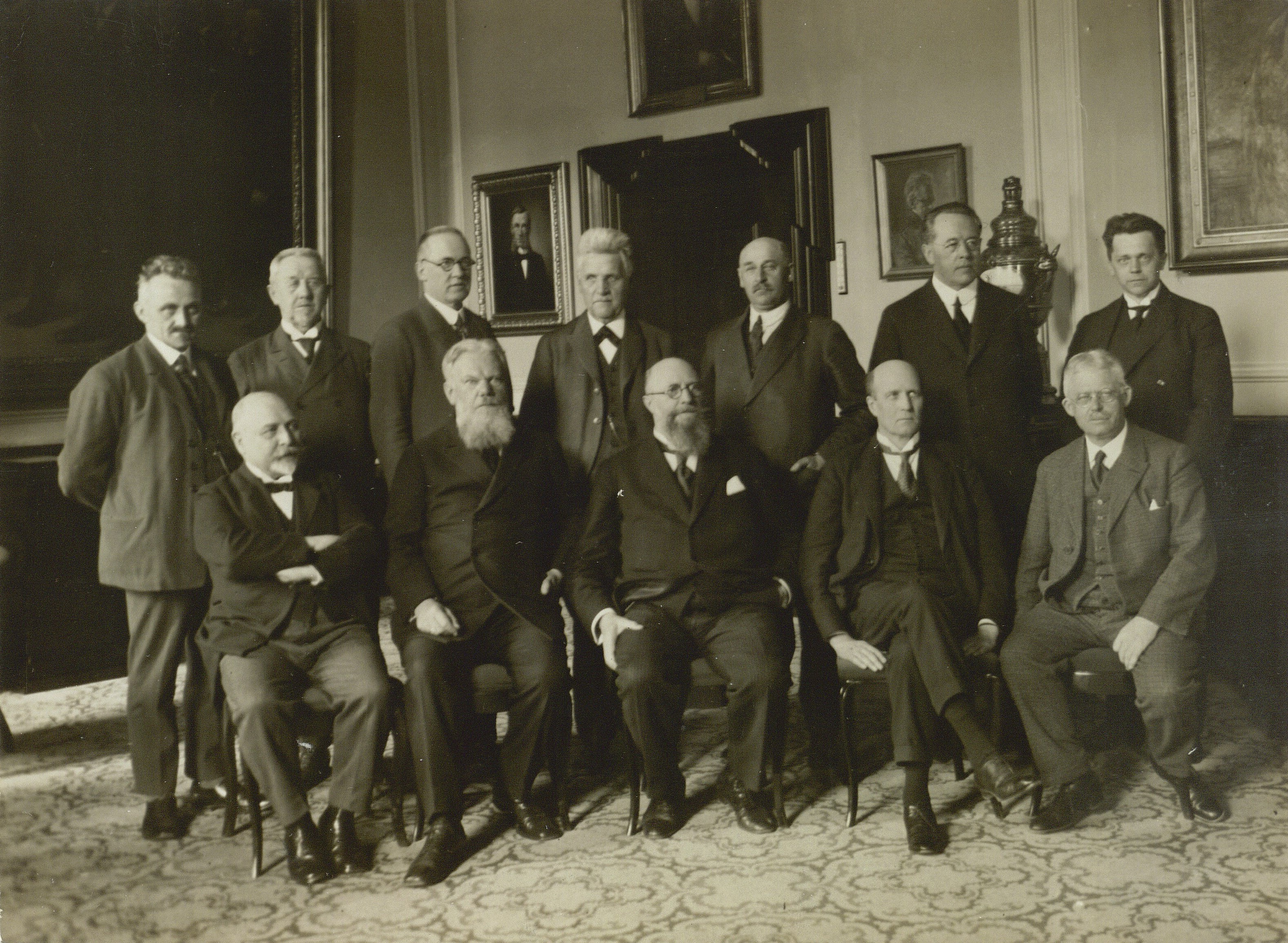
Bertel Dahlgaard (hinten, rechts) mit den anderen Ministern der Regierung Stauning II (1929)

Am 30. April 1929 wurde Bertel Dahlgaard in der Regierung Stauning II erstmals Innenminister (Indenrigsminister) und bekleidete dieses Ministeramt auch in der Regierung Stauning III (4. November 1935 bis 15. September 1939), der Regierung Stauning IV (15. September 1939 bis 10. April 1940) sowie der Regierung Stauning V (10. April bis zum 8. Juli 1940). Daneben war er 1937 erstmals Mitglied der Verfassungskommission. Während der deutschen Besatzungszeit war er zwischen 1940 und 1947 erneut Mitglied des Finanzausschusses sowie zwischen dem 18. Oktober 1940 und dem 12. Februar 1941 Mitglied des Kooperationsausschusses der Reichstagsparteien. Zugleich war er zwischen 1941 und 1957 Mitglied der Vertreterversammlung der Dänischen Nationalbank und zuletzt von 1956 bis 1957 Mitglied von deren Vorstand sowie zusätzlich zwischen 1941 und 1955 auch Mitglied des Vorstandes des Preiskontrollrates.
Nach Ende der Besatzungszeit und des Zweiten Weltkrieges war er 1946 und 1948 abermals Mitglied der Verfassungskommission sowie zwischenzeitlich 1947 Vorsitzender der Apothekenkommission. Darüber hinaus gehörte er von 1948 bis 1957 abermals dem Finanzausschuss als Mitglied an und war 1950 erneut Mitglied der Sparkommission sowie 1951 noch einmal Mitglied der Verfassungskommission. Außerdem war er zwischen 1952 und 1957 auch Mitglied des Nordischen Rates, der Vertreterversammlung der Vereinigung Norden sowie des Nordischen Interparlamentarischen Rates. Ferner war er 1952 Mitglied der Zollkommission, zwischen 1955 und 1957 Mitglied des Monopolrates sowie 1956 Mitglied der Kommission für die Öffentlichkeitsarbeit in der Verwaltung. 1953 wurde er Co-Vorsitzender der Radikalen Linken und bekleidete diese Funktion bis 1957, während der Jørgen Jørgensen das Amt des Vorsitzenden der RV zwischen 1940 und 1960 ausübte.
In der Regierung Hansen II übernahm Bertel Dahlgaard am 28. Mai 1957 das Amt als Wirtschaftsminister (Økonomiminister) und bekleidete dieses Amt auch im Regierung Kampmann I (21. Februar 1960 bis 18. November 1960) sowie im Regierung Kampmann II vom 18. November 1960 bis zum 7. September 1961, woraufhin Kjeld Philip seine Nachfolge antrat. Zugleich fungierte er zwischen dem 28. Mai 1957 und dem 18. November 1960 in Personalunion auch Minister für nordische Zusammenarbeit (Minister for nordiske anliggender).
Dahlgaard war der Vater des Radikale Venstre-Politikers Lauge Dahlgaard (1919–1996), der unter anderem zwischen 1968 und 1971 in der Regierung Baunsgaard das Amt des Arbeitsministers bekleidete. sowie des Politikers und Diplomaten Tyge Dahlgaard (1921–1985), der unter anderem im Regierung Krag II von 1966 bis 1967 Minister für Handel, Schifffahrt, europäische Marktbeziehungen und nordische Zusammenarbeit und daraufhin bis zu seinem Tode 1985 Botschafter in mehreren Ländern war.

## Veröffentlichung
- Kamp og Samarbejde. Nærbilleder af dansk politik og politikere gennem 40 år, Forlaget Fremad 1964

## Hintergrundliteratur
- Sigurd Rambusch, Thorkild Møller, Jens Clausager: Bertel & Jørgen. Bertel Dahlgaard og Jørgen Jørgensen i glimt i anledning af 100-års dagene i 1987 og 1988, Tidens tankers forlag, Kopenhagen 1988
- Kriegsende im Norden. Vom heissen zum kalten Krieg, 1995, ISBN 978-3-5150-6-7287 (Onlineversion (Auszug))
- Kaare R. Skou: Dansk politik A-Å, 2010, ISBN 978-8-7114-1-1322 (Onlineversion (Auszug))
- Peter Manniche: Denmark: A Social Laboratory. Independent Farmers and Co-Operatives, Folk High-Schools, the Changing Village, the Development of Social Welfare in Town and Country, 2013, ISBN 978-1-4831-8-0465 (Onlineversion (Auszug))
- Alastair H. Thomas: Historical Dictionary of Denmark, 2016, ISBN 978-1-4422-6-4656 (Onlineversion (Auszug))